# آواز دستفروشان
آواز دستفروشان (نیز: بازارگرمی، قیل و داد، فریاد و مانند آن) به کلامی آهنگین گفته می‌شود که فروشندگان به ویژه دستفروشان برای بازارگرمی و جلب مشتری برای فروش محصولات و خدمات خود سر می‌دهند. فضای باز بازار و خیابان مکان مناسبی برای بازارگرمی و سر و صدا راه انداختن فروشندگان است و فروشندگان عمدتاً از شعر و کلام آهنگین برای این منظور استفاده می‌کنند.

## ایران
در ایران فروشندگان دوره گرد از بلندگو برای سر و صدا و تبلیغ محصولات فروشی یا خدمات خود استفاده می کنند.

## نگارخانه

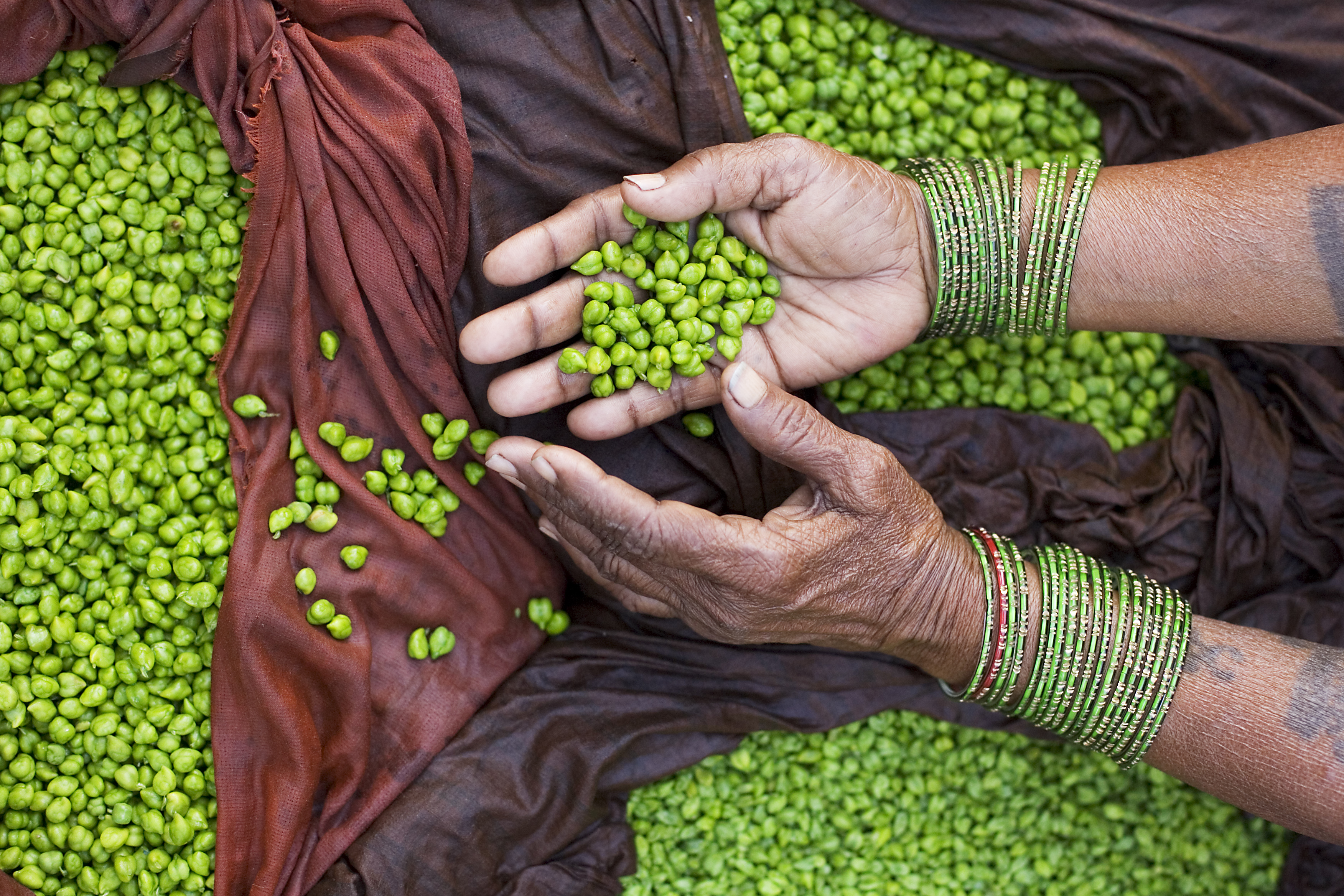
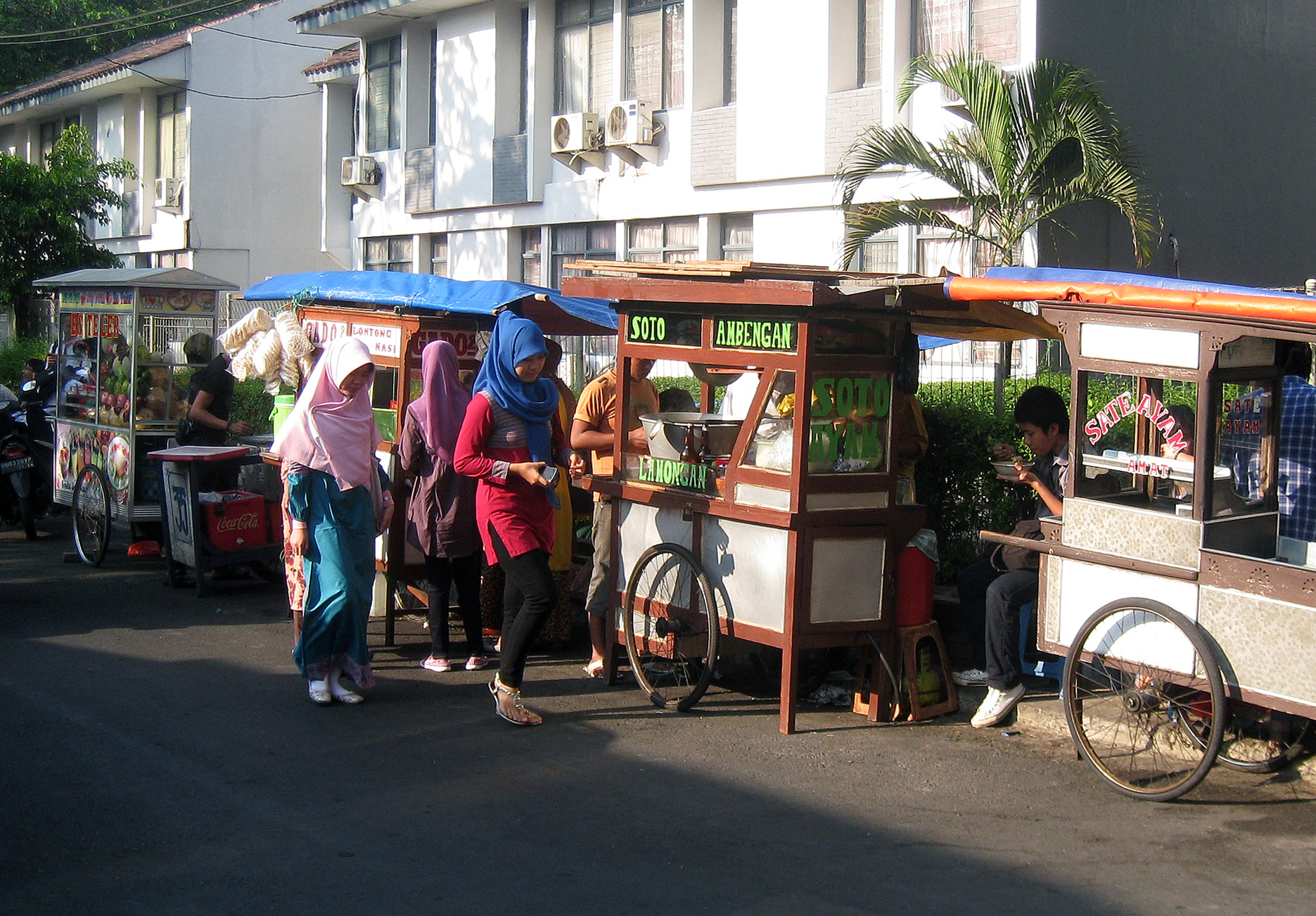
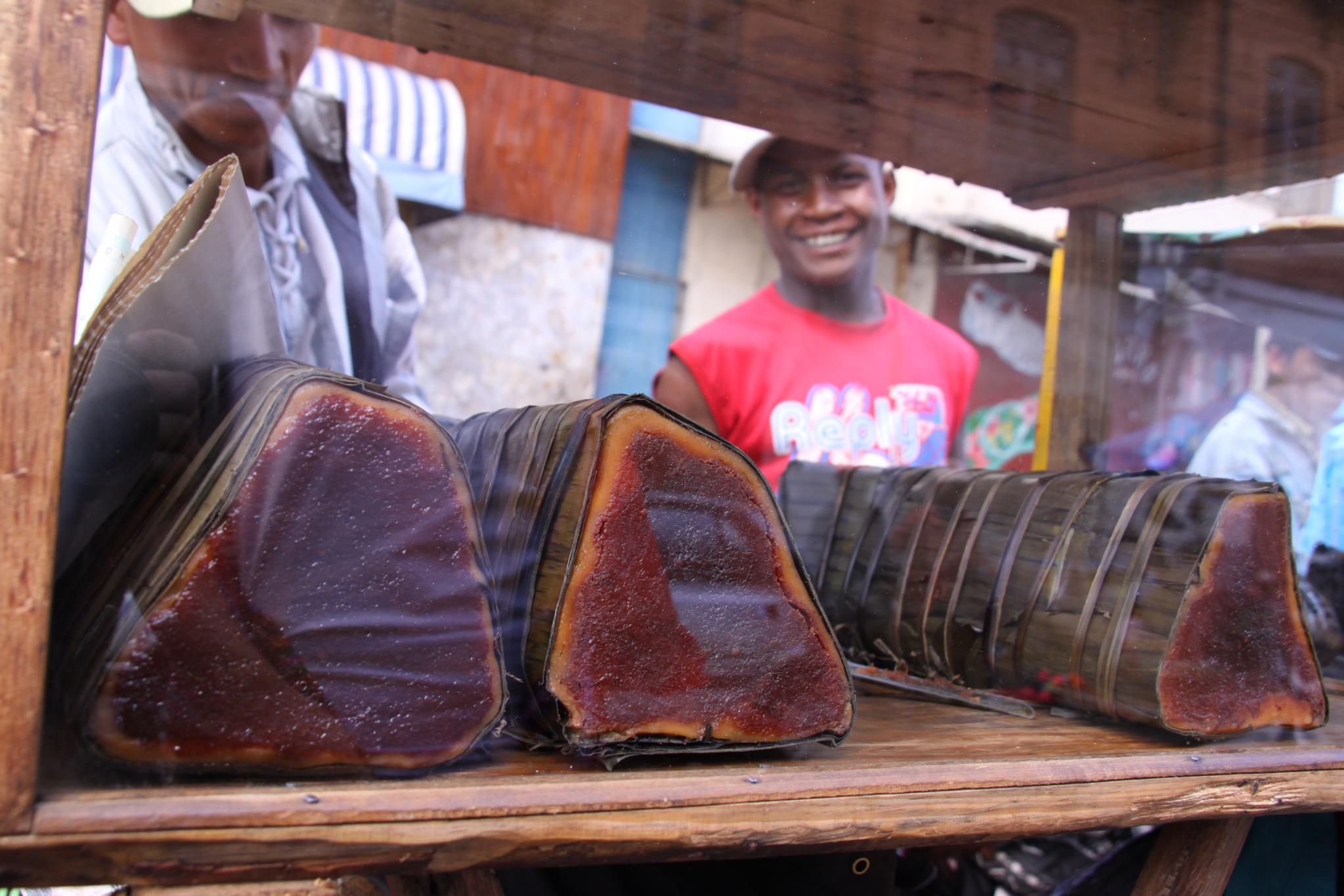